# Rose Cleveland
Rose Elizabeth Cleveland (Búfalo, Estados Unidos, 13 de junio de 1846 - Bagni di Lucca, Italia, 22 de noviembre de 1918) fue la hermana del presidente de los Estados Unidos Grover Cleveland. Después de formarse en el Seminario Houghton en Clinton, trabajó como maestra. Durante el primer mandato de su hermano como presidente, ella fue su primera dama durante quince meses hasta su matrimonio con Frances Clara Folsom en junio de 1886. En ese momento se publicaron dos libros suyos. 

## Biografía
Cleveland, conocida como Libby en la familia, era la menor de nueve hermanos. Tenía cuatro hermanas y cuatro hermanos. Sus padres fueron el ministro presbiteriano Richard Falley y Ann Neal Cleveland. Provenían de familias anglosajonas que habían vivido en Estados Unidos durante varias generaciones y solo tenían medios económicos modestos.  Poco después de mudarse a Holland Patent en el condado de Oneida, Nueva York, en 1853, su padre murió. Cleveland se quedó con su madre mientras su hermano Grover, nueve años mayor que ella, fue a la ciudad de Nueva York a buscar trabajo para mantener a la familia. 
De 1864 a 1866 asistió al Seminario Houghton en Clinton, escuela privada para niñas muy conocida en la región con clases de lengua clásica. Fue una estudiante brillante y en reconocimiento a su logro fue elegida para leer su tesis. Luego trabajó como maestra en el Seminario Houghton. A fines de la década de 1860 consiguió un empleo como maestra en Muncy, Pensilvania, donde era conocida por su «fuerte personalidad e independencia» y luego en Lafayette, Indiana. También trabajó como profesora privada. Debido a que a menudo se la podía encontrar leyendo libros debajo de un manzano, sus amigos locales la apodaron «Johnny Cleveland», en honor al conocido pionero Johnny Appleseed. 
A principios de la década de 1880, regresó a Holland Patent para cuidar a su madre dependiente, quien finalmente murió en 1882. Aquí enseñó en una escuela dominical y, como antes, trabajó como profesora independiente. En 1883 dio una conferencia en un colegio de mujeres en Elmira, donde enseñó sobre el altruismo. Después de la muerte de su madre, ella siguió viviendo en la propiedad familiar. Cuando su hermano fue elegido gobernador de Nueva York a fines de 1882, residió en Albany desde enero de 1883; asumiendo el papel de su primera dama porque su hermano era soltero. Probablemente fue por este compromiso que rechazó una oferta para enseñar en una academia en la ciudad de Nueva York. Grover salió victorioso en las elecciones presidenciales de noviembre de 1884. A principios de 1885, Rose viajó con su hermano para asistir a su investidura como presidente de los Estados Unidos en Washington D. C.
Después de salir de la Casa Blanca siguió escribiendo. En 1889 conoció a Evangeline Simpson Whipple y se convirtieron en pareja, interrumpiéndose su relación solo los años que Whipple estuvo casada con Henry Benjamin Wipple, volviendo a reunirse en 1905 y mudándose en 1910 a vivir juntas en la Toscana. Durante la Primera Guerra Mundial ayudó a refugiados de la contienda y luego a pacientes con gripe española, antes de contagiarse y fallecer en 1918. Cuando Evangeline murió doce años más tarde, fue enterrada junto a ella.
La abundante correspondencia romántica de Cleveland a Wipple fue adquirida por la Sociedad Histórica de Minesota como parte de su colección sobre Henry Benjamin Wipple. Se mantuvo sellada hasta que la Asociación Estadounidense de Bibliotecas solicitó que se catalogara en 1978. Las cartas se publicaron en una colección completa en 2019.